# غريم

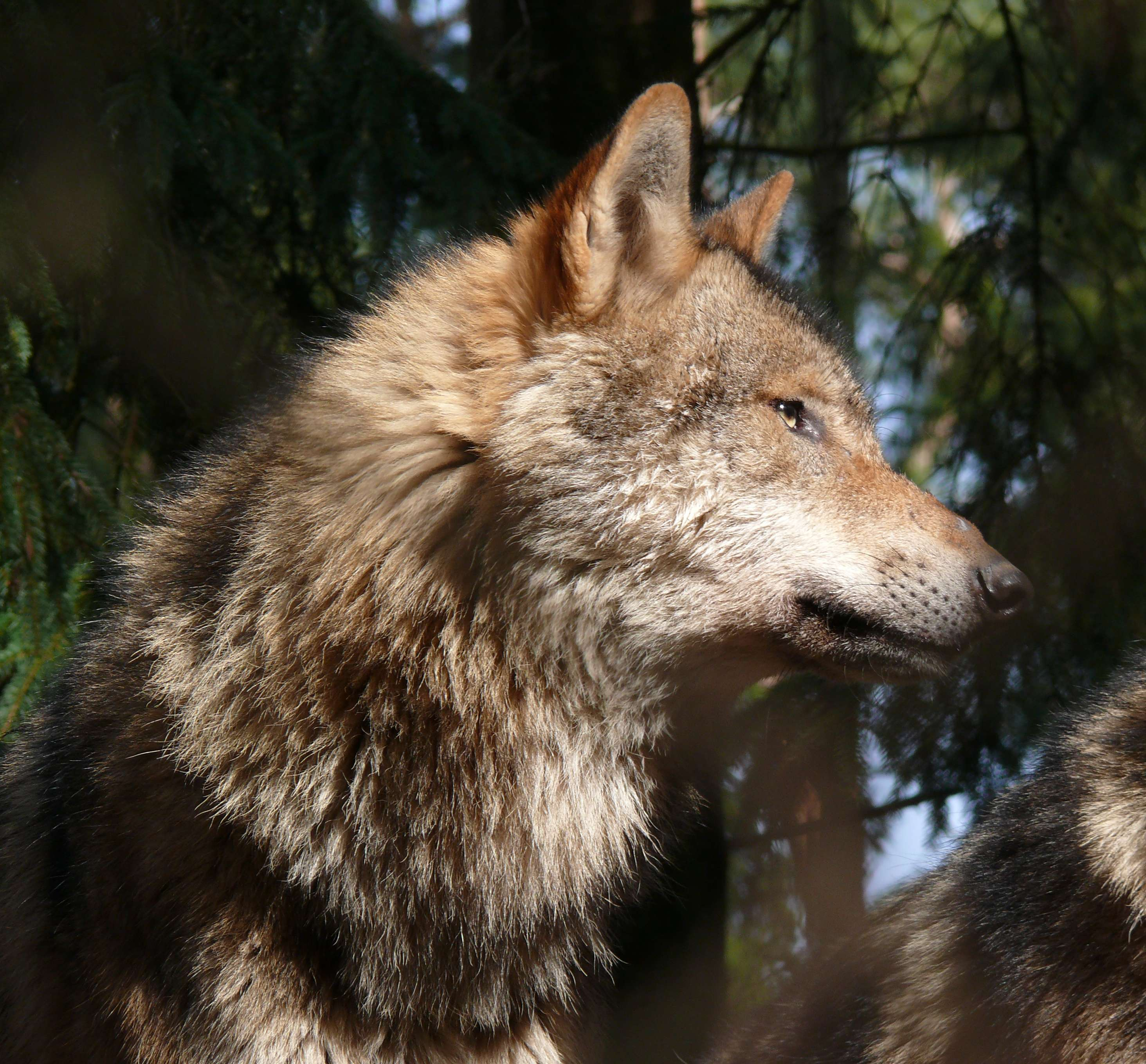

الغريم أو الخصم (بالإنجليزية: Antagonist)‏، هو شخصية أو مجموعة شخصيات، وفي بعض الأحيان مؤسسة، تمثل ما يعاكس ويُضاد ما يفعله البطل أو الشخصية الرئيسية، ويؤمن به. في الشكل الكلاسيكي من القصص حيث يحتوي النسيج القصصي على بطل يقاتل شريراً، يمكن اعتبار الاثنين كعامل رئيسي وعامل مضاد على التوالي.
أوجد الكتاب أوضاعاً أكثر تعقيداً للعامل المضاد، كما في القصص التي تُروى من منظور الشرير، حيث يُعتبر أي بطل يحاول إيقاف الشرير عاملاً مضاداً. هذا النوع من العوامل المضادة يُمثَل غالباً برجال الشرطة أو قوى فرض الأمن الأخرى. فيلم كي-19: صانع الأرامل، فيلم أمريكي عن طاقم غواصة سوفيتي خلال الحرب الباردة أعداء للولايات المتحدة يقدمهم كعوامل رئيسية، خالقاً نوعاً من المفارقة حيث أن صناعة الأفلام الأمريكية تقدم قوات الولايات المتحدة الأمريكية باعتبارهم الأشخاص الذين يقاتلون لأجل «الخير» و«العدالة» ما يُناقض كونهم عوامل مضادة.
غالباً، لا تقدم القصص ببساطة شخصيات يمكن تعريفها بسهولة كبطولية أو شريرة. وبدلاً من ذلك، يصبح العامل المضاد هو الشخصية، أو المجموعة، أو القوة الميتافيزيقية التي تمثل العقبة الرئيسية في قصة العامل الرئيسي. حيث أن العوامل المضادة ليست بالضرورة بشرية، فغالباً ما توفر قوى الطبيعة والعوامل النفسية العنصر المضاد، وعلى سبيل المثال فإن فيلم المقصد النهائي يمثل تشخيصاً ميتافيزيقياً للموت الذي يحاول قتل الناس في «حوادث» رهيبة كجزء من خطة أكبر.